# Congreso de Ruso-Estadounidenses
El Congreso de Ruso-Estadounidenses (CRA) es una organización no gubernamental en los Estados Unidos que representa a los ruso-estadounidenses y rusos. Los propósitos declarados de la CRA incluyen la preservación de la cultura rusa en los Estados Unidos, la protección de los derechos de los ruso-estadounidenses, la lucha contra la rusofobia y la mejora de las relaciones entre rusos y estadounidenses.

## Historia
El Congreso de Ruso-Estadounidenses (CRA) fue fundado en 1973 por inmigrantes rusos en los Estados Unidos, incluidos emigrados blancos del Imperio Ruso, que se oponían al comunismo. La intención original de la CRA era evitar que la rusofobia fuera la base del anticomunismo occidental durante la Guerra Fría defendiendo la distinción entre la identidad nacional rusa y la ideología comunista soviética. En 1978, se fundó la Cámara del Orgullo Ruso-Estadounidense para honrar a los inmigrantes rusos que brindaron contribuciones sobresalientes a la ciencia y la cultura estadounidenses, incluido el pionero de la televisión Vladímir K. Zvorikin, el premio Nobel de Economía de 1973 Wassily Leontief, la fundadora de la Fundación Tolstoy Alexandra Tolstaya, y muchos otros rusos-estadounidenses notables.
Desde la disolución de la Unión Soviética en 1991, la CRA ha ampliado sus objetivos para incluir fomentar el desarrollo cultural y económico en Rusia y ayudar a los cristianos perseguidos y activistas de derechos humanos en los antiguos estados soviéticos.
El Congreso de Ruso-Estadounidenses tiene su sede en San Francisco, California, y mantiene una oficina de enlace en Washington D. C., para interactuar con el gobierno de EE. UU. y otras organizaciones. Las conocidas iniciativas de la CRA incluyen intentos de anular la ley de Naciones Cautivas, a la que considera antirrusa, más que anticomunista, ya que la lista de "naciones cautivas" no incluía a Rusia, aunque fue la primera nación en caer bajo un régimen comunista. La CRA también es conocida por oponerse a la Ley Estadounidense para Contrarrestar a Adversarios a través de Sanciones de 2017 y por criticar la ley por dañar las relaciones ruso-estadounidenses.y propagar la rusofobia.